# Vireo swainsoni
A Vireo swainsoni a madarak osztályának verébalakúak (Passeriformes) rendjébe és a lombgébicsfélék (Vireonidae) családja tartozó faj.

## Rendszerezése
A fajt Spencer Fullerton Baird amerikai ornitológus írta le 1858-ban. Egyes szervezetek az énekes lombgébics (Vireo gilvus) alfajaként tartják nyilván, Vireo gilvus swainsoni néven.

## Előfordulása
Kanadában és az Amerikai Egyesült Államokban fészkel, telelni délre vonul, Mexikó, Guatemala, Honduras és Nicaragua területére.

## Természetvédelmi helyzete
A Természetvédelmi Világszövetség Vörös listáján nem szerepel.